# Trănkovo, Stara Zagora
Trănkovo (în bulgară Трънково) este un sat în comuna Radnevo, regiunea Stara Zagora,  Bulgaria. 

## Demografie
Componența etnică a satului Trănkovo
     Bulgari (65,28%)
     Romi (14,94%)
     Nicio identificare (19,77%)
     Altele (0%)
La recensământul din 2011, populația satului Trănkovo era de 435 locuitori. Din punct de vedere etnic, majoritatea locuitorilor (65,28%) erau bulgari, cu o minoritate de romi (14,94%). Pentru 19,77% din locuitori nu este cunoscută apartenența etnică.